# Герберт Швайгер
Герберт Швайгер (нім. Herbert Schweiger; 22 лютого 1924, Шпіталь-ам-Земмерінг, Штирія — 5 липня 2011, Нойберг-ам-дер-Мюрц, Штирія) — австрійський журналіст німецького походження, один із найвідоміших ультраправих публіцистів. Учасник Другої світової війни, унтерштурмфюрер СС.
Австрійська газета Die Presse назвала Швайгера «сірим кардиналом німецько-австрійської неонацистської сцени».

## Біографія
Народився в сім'ї етнічних німців. Був активним членом Гітлер'югенду.
В квітні 1941 року 17-річний Герберт вступив добровольцем у війська СС. В липні 1941 року після навчання був переведений у «Лейбштандарт», учасник боїв на Східному фронті. Отримав декілька поранень. Проходив навчання в юнкерському училищі СС у Брауншвейзі, отримав звання унтерштурмфюрера. В кінці війни потрапив у американський полон.
Після війни Швайгер був учасником і співзасновником численних ультраправих організацій. В 1980 році на президентських виборах палко підтримав кандидатуру націоналіста Норберта Бургера з Націонал-демократичної партії, забороненої в 1988 за нацистську ідеологію (Швайгер був засновником штирійського відділення партії).

### Заперечення Голокосту
Швайгер тісно співпрацював із письменником-ревізіоністом Голокосту Гердом Госніком, виступив співавтором іспанського видання книг Госніка «Виправдання Гітлера» і «33 свідки, які свідчать проти брехні газових камер». Книги заборонені в Німеччині.

### Притягнення до відповідальності
До 1997 року Швайгер був затриманий поліцією 4 рази. В 1990 році за неонацистську діяльність засуджений окружним судом Граца до 3-х місяців умовного позбавлення волі з 9-місчним випробувальним термном. Під час судового засідання назвав Аушвіц «пам'ятником брехні». Через рік після публікації книги «Еволюція і знання — реорганізація політики» (1995) Швайгера заарештували і в 1997 році за неонацистську діяльність суд Леобена засудив його до 16 місяців умовного позбавлення волі, з них 4 місяці обов'язкового тюремного ув'язнення.
17 червня 2009 року засуджений земельним судом Клагенфурта за неонацистську діяльність до 2-х років позбавлення волі.
21 квітня 2010 року засуджений земельним судом Граца за неонацистську діяльність до 21 місяця умовного позбавлення волі, з них 7 місяців обов'язкового тюремного ув'язнення.

## Нагороди
За роки служби отримав наступні нагороди:
- Залізний хрест 2-го класу
- Штурмовий піхотний знак в сріблі
- Нагрудний знак «За поранення» в чорному
- Медаль «За зимову кампанію на Сході 1941/42»
- Кримський щит
- Німецький кінний знак в бронзі
- Германська руна «За успішність»